# ستيف فوربر
ستيفن بايرام فوربر (بالإنجليزية: Steve Furber)‏ الحاصل على رتبة الإمبراطورية البريطانية وزمالة الجمعية الملكية، وزمالة الأكاديمية الملكية للهندسة (مواليد 21 مارس 1953) هو عالم حاسوب بريطاني، وعالم رياضيات ومهندس أجهزة، وحاليًا أستاذ في آي سي إل في مجال هندسة الحاسوب في قسم علوم الحاسوب في جامعة مانشستر، المملكة المتحدة. بعد إكماله لتعليمه في جامعة كامبريدج (بكالوريوس الآداب، ماجستير الرياضيات، والدكتوراه)، قضى ثمانينيات القرن العشرين في آركون كومبيوترز، حيث كان مصممًا رئيسيًا لبي بي سي ميكرو ومعالج إيه آر إم 32-بت الدقيق. واعتبارًا من عام 2018، كان قد صُنع أكثر من 100 شكل مختلف من معالج إيه آر إم، واستُخدم في تشغيل الكثير من الأنظمة المضمنة والحوسبة المتنقلة في العالم.
في عام 1990، انتقل إلى مانشستر حيث قاد بحثًا في الأنظمة غير المتزامنة، والإلكترونيات منخفضة الطاقة والهندسة العصبية،  إذ يقدم مشروع هندسة الشبكة العصبية المتصاعدة (سبيناكر) حاسوبًا يتضمن مليون معالج إيه آر إم المحسن للعلوم العصبية الحاسوبية.

## تعليمه
درس فوربر في مدرسة مانشستر الثانوية ومثّل المملكة المتحدة في الأولمبياد الدولي للرياضيات في هنغاريا عام 1970 وفاز بالميدالية البرونزية.  واتجه لدراسة التريبيوس في الرياضيات كطالب جامعي في كلية سانت جونز، كامبريدج، وحصل على درجات بكالوريوس الآداب (بي إيه) والماجستير في الرياضيات (إم ماث – الجزء 3 من التريبيوس في الرياضيات). في عام 1978، عُين زميلًا باحثًا في رولز رويز في مجال الديناميكا الهوائية في كلية إمانويل، كامبريدج ومُنح شهادة الدكتوراه عام 1980 لبحثه عن جريان الموائع لمبدأ فايس-فوغ تحت إشراف جون فوفوكس ويليامز.

## حياته المهنية التجارية: آركون، بي بي سي ميكرو، وإيه آر إم
خلال دراسته للدكتوراه في أواخر سبعينيات القرن العشرين، عمل فوربر على أساس طوعي لصالح هيرمان هاوسر وكريس كاري في شركة آكرون كومبيوترز الناشئة (وحدة معالج كامبريدج في الأصل)، وعلى عدد من المشاريع؛ لا سيما وحدة التحكم بآلة سلوت مبينة على المعالجات الدقيقة والبروتون – إصدار النموذج المبدئي الأولي لما أًصبح بي بي سي ميكرو، دعمًا لمناقصة آكرون لمشروع البي بي سي لأمية الحاسوب.
في عام 1981، وبعد إكمال شهادة الدكتوراه ومنح عقد البي بي سي إلى آكرون، انضم للشركة بشكل رسمي حيث عمل مصمم أجهزة ثم مديرًا للتصميم. شارك في التصميم النهائي وإنتاج البي بي سي ميكرو ولاحقًا، الإلكترون، ومعالج إيه آر إم الدقيق. انتقل في أغسطس 1990 إلى جامعة مانشستر ليصبح أستاذ آي سي إل لهندسة الحاسوب وأسس فريق بحث معالج أموليت الدقيق.

## بحثه
كانت اهتمامات فوربر الرئيسية في البحوث في مجال الشبكات العصبونية، والشبكات على رقاقة والمعالجات الدقيقة. في عام 2003، كان فوربر عضوًا في المجموعة البحثية لمجلس بحوث الهندسة والعلوم الفيزيائية (إي بي إس آر سي) في الحوسبة الجديدة المستوحاة بيولوجيًا. في 16 سبتمبر 2004، ألقى خطابًا عن تطبيقات الأجهزة للشبكات العصبوية واسعة النطاق كجزءٍ من نشاطات مبادرة معهد آلان تورينغ.
يُعتبر مشروع فوربر الأخير سبيناكر، محاولةً لبناء نوع جديد من الحواسيب التي تحاكي عمل الدماغ البشري بصورة مباشرة. سبيناكر هي شبكة اصطناعية عصبوية قابلة للتطبيق في الأجهزة، ونظام المعالجة الموازي لها الهائل والذي صُمم في النهاية ليتضمَّن مليون معالج إيه آر إم. سوف يُمثل السبيناكر المُنجَز 1 بالمئة من قدرة الدماغ البشري، أو حوالي 1 بليون خلية عصبية. يهدف مشروع سبينكر من بين مشاريع أخرى إلى البحث في:
- كيف يمكن لمصادر الحوسبة المتوازية الهائلة أن تُسرِّع من فهمنا لعمل الدماغ؟
- كيف يمكن لفهمنا المتنامي لعمل الدماغ أن يبين لنا الطريق نحو حوسبةٍ كفؤة موازية، ومقاومة للأخطاء؟